# Aspark Owl
Aspark Owl – elektryczny hipersamochód produkowany pod japońską marką Aspark od 2020 roku.

## Historia i opis modelu

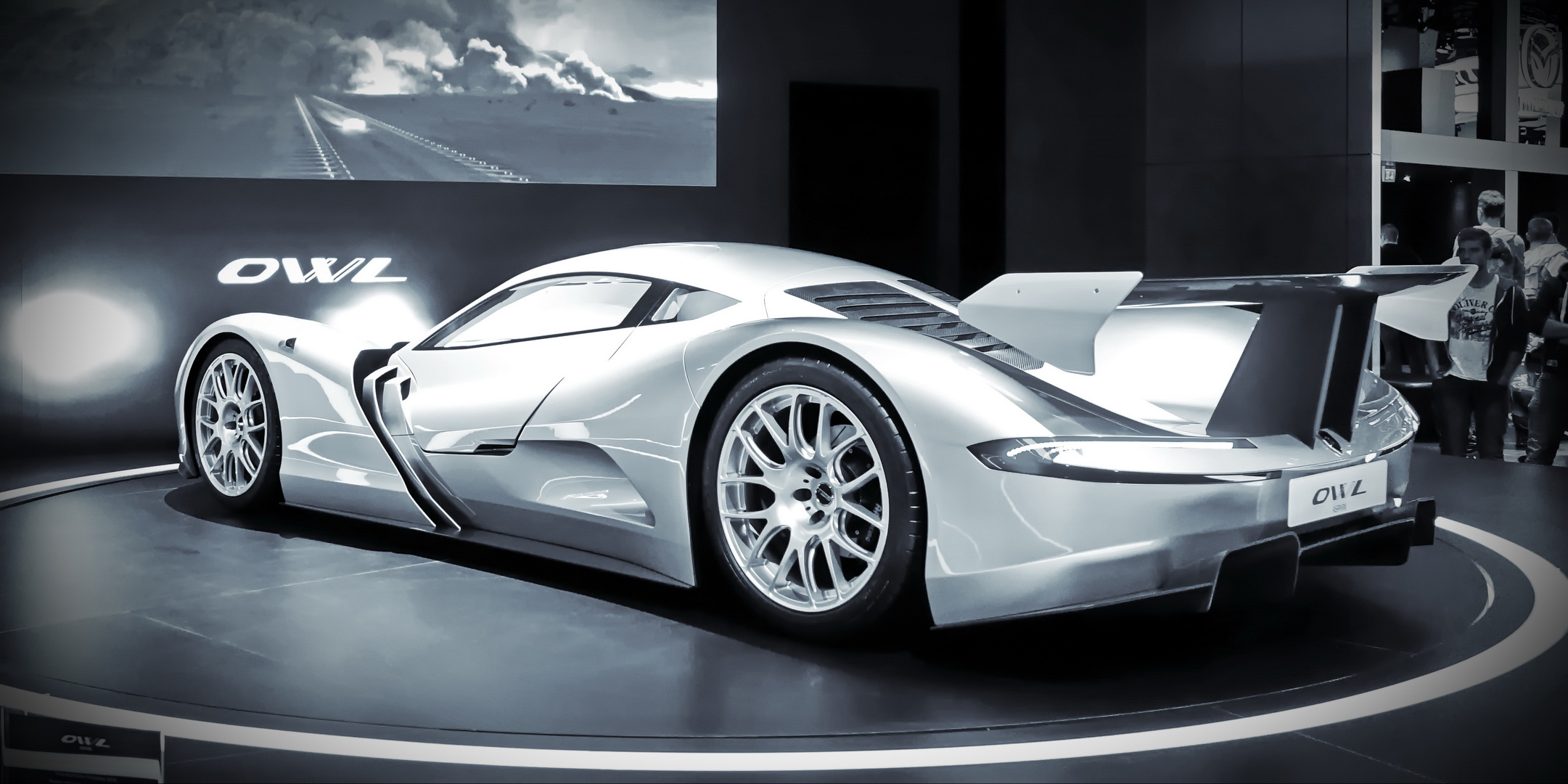
Aspark Owl – tył

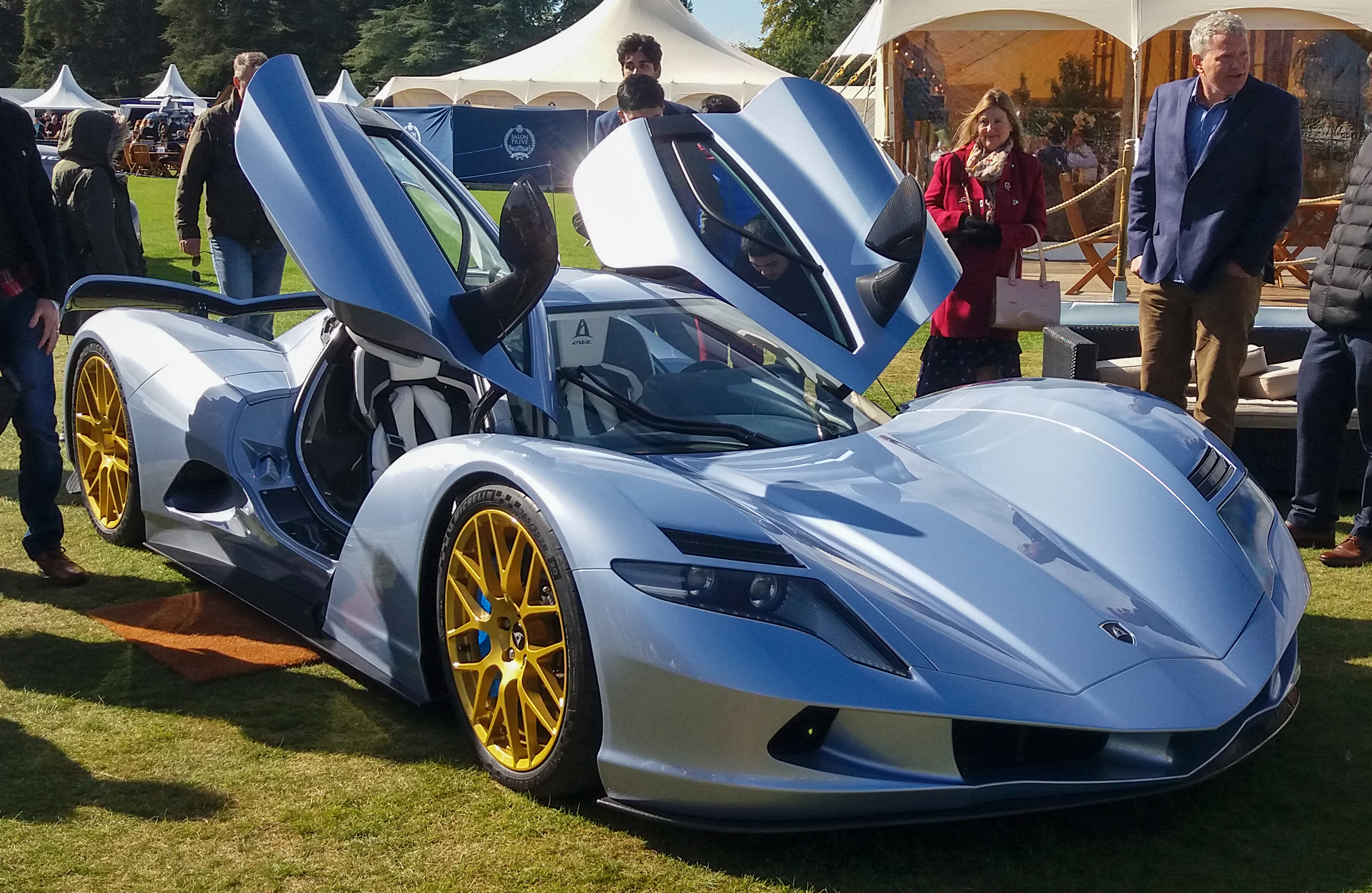
Aspark Owl – drzwi

Podczas Frankfurt Motor Show w październiku 2017 roku japońskie przedsiębiorstwo branży usług inżynieryjnych przedstawiło swój pierwszy elektryczny pojazd drogowy pod postacią przedprodukcyjnego egzemplarza. Model Aspark Owl przyjął proporcje łączące cechy typowe dla supersamochodów oraz pojazdów wyścigowych, z szerokim i aerodynamicznym kształtem nadwozia i licznymi przetłoczeniami pozwalającymi zoptymalizować opływ powietrza wokół pojazdu.
Seryjna odmiana Asparka Owl została przedstawiona dwa lata po premierze prototypu, w listopadzie 2019 roku podczas Dubai Motor Show.

### Sprzedaż
Aspark wytwarza model Owl w kooperacji ze swoim partnerem Manifattura Automobili Torino we włoskim Turynie, poczynając od 2020 roku. Producent planuje opracować łącznie 50 sztuk Owla, z ceną w wysokości 2,9 miliona euro za egzemplarz. Oficjalna sprzedaż pojazdu z ograniczeniem do Europy i Ameryki Północnej rozpoczęła się pod koniec grudnia 2020 roku.

### Dane techniczne
Aspark Owl jest pojazdem elektrycznym, którego układ tworzą dwie baterie litowo-jonowe o pojemności 64 kWh, pozwalając osiągnąć zasięg 400 kilometrów na jednym ładowaniu. Moc napędu wynosi 1985 KM przy 1475 Nm maksymalnego momentu obrotowego. Prędkość maksymalna ograniczona została do 400 km/h, z kolei dzięki przyśpieszeniu od 0 do 100 km/h w 1,69 sekundy Aspark Owl to najszybciej przyśpieszający samochód na świecie.